# Општина Ваду Молдовеј (Сучава)
Ваду Молдовеј (рум. Vadu Moldovei) општина је у Румунији у округу Сучава.
Oпштина се налази на надморској висини од 407 m.